# Adalbéron II de Verdun
Pour les articles homonymes, voir Adalbéron et Adalbéron II.
Adalbéron II d'Ardennes (vers 964 - 988) fut un évêque de Verdun de 984 à 988. Il était fils de Godefroy Ier le Captif, comte de Verdun et de Mathilde Billung de Saxe.

## Biographie
Lorsque son cousin germain Adalbéron Ier, évêque de Verdun, fut choisi le 16 octobre 984 pour occuper le siège épiscopal de Metz, il fut lui-même choisi pour le remplacer à Verdun. 
Les nécrologies de la cathédrale de Verdun rappellent la mort d'Adalberone le 18 avril (« XIV Kal Mai »), tandis que la Gesta Episcoporum Virdunensium rappelle sa mort en 988 ; enfin selon la Gesta Episcoporum Virdunensium, Adalberone est mort en Italie après être allé à l'école de médecine de Salerne pour y suivre un traitement médical,, et son frère Federico, comte de Verdun, a travaillé pour ramener le corps dans son diocèse et le faire enterrer dans la cathédrale de Verdun.